# Górki (Nowy Dwór Mazowiecki)
Pour les articles homonymes, voir Górki.
Górki (prononciation : [ˈɡurki]) est un village polonais de la gmina de Leoncin dans le powiat de Nowy Dwór Mazowiecki de la voïvodie de Mazovie dans le centre-est de la Pologne.
Il se situe à environ 17 kilomètres au sud-ouest de Nowy Dwór Mazowiecki (siège du powiat) et à 35 kilomètres à l'ouest de Varsovie (capitale de la Pologne).
Le village compte approximativement une population de 340 habitants.

## Histoire
De 1975 à 1998, le village appartenait administrativement à la voïvodie de Varsovie.